# Vöröskontyos tézia
A vöröskontyos tézia (Tesia everetti) a verébalakúak (Passeriformes) rendjébe, ezen belül a Cettiidae családba és a Tesia nembe tartozó faj. 9-10 centiméter hosszú. A Kis-Szunda-szigetek nedves erdőiben él. Kis gerinctelenekkel táplálkozik. Májustól júliusig költ.

## Alfajai
- T. e. sumbawana (Rensch, 1928) – Sumbawa;
- T. e. everetti (E. J. O. Hartert, 1897) – Flores.

## Fordítás
- Ez a szócikk részben vagy egészben  a   Russet-capped tesia című angol Wikipédia-szócikk fordításán alapul.  Az eredeti cikk szerkesztőit annak laptörténete sorolja fel. Ez a jelzés csupán a megfogalmazás eredetét és a szerzői jogokat jelzi, nem szolgál a cikkben szereplő információk forrásmegjelöléseként.